# Wilhelm von Dehn-Rotfelser
Arnold Karl Rabe Wilhelm von Dehn-Rotfelser (* 19. Juli 1850 in Kassel; † 14. März 1932) war ein preußischer Generalleutnant.

## Leben

### Herkunft
Wilhelm entstammte der Familie Dehn-Rotfelser, deren II. Linie am 10. Mai 1836 als „von Dehn-Rotfelser“ die kurhessische Adelsbestätigung erhalten hatte. Er war das dritte von fünf Kindern des kurhessischen Ministers Carl von Dehn-Rotfelser (1808–1881) und dessen Ehefrau Emilie, geborene Freiin von Wrede (1821–1902). Sein ältester Buder Ludwig (1846–1929) war 1882/1912 und 1914/17 Landesrat.

### Militärkarriere
Dehn-Rotfelser trat am 11. April 1868 in das 3. Hessische Infanterie-Regiment Nr. 83 der Preußischen Armee ein und avancierte bis Mitte Oktober 1869 zum Sekondeleutnant. Während des Krieges gegen Frankreich nahm er 1870/71 an den Schlachten bei Wörth, Sedan, Loigny und Poupry, Orléans und Beaugency sowie der Belagerung von Paris teil. Für sein Wirken erhielt Dehn-Rotfelser das Eiserne Kreuz II. Klasse.
Nach Kriegsende diente er von Mitte August 1872 bis Mitte März 1876 als Adjutant des I. Bataillons, war ab Anfang November 1876 Regimentsadjutant und rückte Mitte April 1877 zum Premierleutnant auf. Am 20. Dezember 1879 folgte seine Kommandierung als Adjutant der 25. Infanterie-Brigade in Münster. Unter Belassung in dieser Stellung wurde Dehn-Rotfelser am 27. Juli 1882 mit einem Patent vom 24. September 1875 in das 1. Thüringische Infanterie-Regiment Nr. 31 versetzt. Mit seiner Beförderung zum Hauptmann und der Ernennung zum Kompaniechef trat er am 14. Oktober 1882 in den Truppendienst zurück. Mitte Dezember 1891 stieg Dehn-Rotfelser zum aggregierten Major auf. Er wurde Ende Juli 1892 in sein Regiment einrangiert und am 15. Juli 1893 als Bataillonskommandeur in das Füsilier-Regiment „Königin“ (Schleswig-Holsteinisches) Nr. 86 versetzt. In gleicher Funktion war er von Mitte Oktober 1893 bis Mitte Juni 1898 im Infanterie-Regiment „Graf Tauentzien von Wittenberg“ (3. Brandenburgisches) Nr. 20 tätig und wurde anschließend unter Beförderung zum Oberstleutnant als etatmäßiger Stabsoffizier in das 2. Hannoversche Infanterie-Regiment Nr. 77 versetzt. Daran schloss sich ab dem 18. August 1900 eine Verwendung als Oberst und Kommandeur des 3. Magdeburgischen Infanterie-Regiments Nr. 66 an. Anlässlich der Großjährigkeitserklärung von König Alfons XIII. begleitete Dehn-Rotfelser im Mai 1902 den Prinzen Albrecht von Preußen nach Spanien und erhielt am dortigen Hof den Militärverdienstorden II. Klasse. Für die Führung seines Regiments während des Kaisermanövers im Herbst 1903 wurde ihm der Kronen-Orden II. Klasse verliehen.
Am 2. Mai 1904 beauftragte man Dehn-Rotfelser zunächst mit der Führung der 26. Infanterie-Brigade in Minden und ernannte ihn am 17. Mai 1904 mit der Beförderung zum Generalmajor zum Kommandeur dieses Großverbandes. In dieser Stellung erhielt er anlässlich des Ordensfestes im Januar 1906 den Roten Adlerorden II. Klasse mit Eichenlaub. Am 10. April 1906 wurde Dehn-Rotfelser in Genehmigung seines Abschiedsgesuches mit der gesetzlichen Pension zur Disposition gestellt. Nach seiner Verabschiedung erhielt er am 17. August 1913 den Charakter als Generalleutnant.
Während des Ersten Weltkriegs war Dehn-Rotfelser als wiederverwendeter a. D.-Offizier Inspekteur der Kriegsgefangenenlager im Bereich des X. Armee-Korps.

### Familie
Dehn-Rotfelser hatte sich am 25. Oktober 1877 in Greene mit Luise Deichmann verheiratet. Aus der Ehe gingen die Töchter Elisabeth (1878–1957) und Irmgard (* 1882) hervor. Elisabeth war zweimal verheiratet, zuerst mit dem Offizier Hasso von Bredow (1873–1945), einziger Sohn des Generalleutnants Bernhard von Bredow, und nach der Scheidung 1910 ab 1916 mit dem Major Hans von Kotze († 1943). Tochter Irmgard heiratete Hauptmann Hans von Kirchbach († 1914) und nach dessen Tod Oberleutnant a. D. Ferdinand von Minnigerode († 1932).